# 松本市立波田ひがし保育園
松本市立波田ひがし保育園(まつもとしりつはたひがしほいくえん)は長野県松本市にある公立の保育所である。

## 概要

### 施設
園庭には築山や芝生そして沢山の遊具があります。また、広々とした遊戯室も有り、子供たちが楽しめる環境が整っています。

### 信州型自然保育認定園
近所の畑を貸してもらい、そこで夏野菜や芋などを育て、収穫しています。こうした取り組みから2022年10月に信州型自然保育認定園(普及型)に認定されました。

## アクセス
- アルピコ交通上高地線森口駅より徒歩10分
- アルピコ交通上高地線三溝駅より徒歩12分